# Баїз
Баїз (фр. Baïse, окс. Baïsa) — річка на південному заході Франції, ліва притока Гаронни. Витік на північних схилах Піренеїв біля міста Ланнемезан, впадає в Гаронну трохи вище міста Егійон.
Довжина 188 км, площа басейну 2910 км, середня витрата води — 5 м/с . Протікає територією трьох департаментів, на річці стоїть кілька міст:
- Департамент Верхні Піренеї — Ланнемезан, Трі-сюр-Баїз .
- Департамент Жер — Міранд, Валанс-сюр-Баїз, Кондом .
- Департамент Лот і Гаронна — Нерак, Лавардак.

Найбільша притока — Желіз (Gélise).